# Rjota Ošima
Rjota Ošima (japonsko 大島 僚太), japonski nogometaš, *23. januar 1993.
Za japonsko reprezentanco je odigral sedem uradnih tekem.